# Апраксино (Пензенская область)
Апраксино — деревня в Колышлейском районе Пензенской области, входит в состав Плещеевского сельсовета.

## География
Деревня расположена на берегу реки Колышлей в 4 км на восток от центра сельсовета села Плещеевка и в 6 км на юго-запад от районного центра посёлка Колышлей, остановочный пункт 192 км на линии Пенза — Ртищево.

## История
Поселено между 1710 и 1719 годами графом Петром Матвеевичем Апраксиным. Крестьяне из Пензенского, Саранского и других уездов. В 1747 году – д. Апраксина, Колышлей тож, Завального стана Пензенского уезда, за Марией Михайловной Апраксиной, 120 ревизских душ. С 1780 г. — в составе Сердобского уезда Саратовской губернии. На карте Генерального межевания 1790 г. «Васильевское, Зубовы Пруды тож». В 1795 г. – сельцо Васильевское, Зубовы Пруды тож, надворного советника и кавалера Василия Николаевича Зубова, 80 дворов, 400 ревизских душ. В 1811 г. сельцо Васильевское, Зубовы Пруды тож, показано за надворным советником Василием Николаевичем Зубовым, у него 2548 десятин всей земли, дом господский деревянный, одноэтажный, крестьяне на оброке, платили в год по 15 рублей с тягла. После отмены крепостного права крестьяне выкупили землю в собственность у своего помещика Дубасова. В 1859 г. в селе мельница, в 1877 г. – 89 дворов. С 1860-х гг. — в составе Сущевской волости Сердобского уезда. В 1911 г. – в селе церковь, церковноприходская школа.
С 1928 года деревня входила в состав Названовского сельсовета Колышлейского района Балашовского округа Нижне-Волжского края (с 1939 года — в составе Пензенской области). В 1955 г. — в составе Жмакинского сельсовета, колхоз «Победа». В 1980-е гг. — в составе Плещеевского сельсовета.

## Население
| 1747  | 1795 | 1859 | 1877 | 1897 | 1910  | 1926  |
| ----- | ---- | ---- | ---- | ---- | ----- | ----- |
| 240   | ↗800 | ↘555 | ↗631 | ↗745 | ↗1032 | ↗1249 |
| 1939  | 1959 | 1979 | 1989 | 1996 | 2002  | 2010  |
| ↘1005 | ↘610 | ↘515 | ↘362 | ↘264 | ↗289  | ↘263  |